# Biserica evanghelică fortificată din Rotbav
Biserica evanghelică fortificată din Rotbav este un ansamblu de monumente istorice aflat pe teritoriul satului Rotbav, comuna Feldioara. În Repertoriul Arheologic Național, monumentul apare cu codul 40982.06. Biserica este una dintre cele mai vechi construcții de acest tip din Țara Bârsei.
Ansamblul este format din următoarele monumente:
- Biserica evanghelică (cod LMI BV-II-m-A-11768.01)
- Incintă fortificată (cod LMI BV-II-m-A-11768.02)

Biserica (actual evanghelică) a fost ridicată în jurul anului 1300, în stil romanic, fortificată în secolul XV și împrejmuită mai apoi de zidurile unei cetăți fortificate tipic săsească. Este una dintre cetățile de acest fel care conservă în stare bună zidurile sale.
Fortificația oferea loc pentru magazii, ateliere, grajduri, o bucătărie comună, o crescătorie de albine. Intrarea în cetate era apărată de turnul porții, în care se afla și administrația orașului, cu o celulă pentru prizonieri sau condamnați. Aceasta poate fi văzută chiar și în zilele noastre. Pe la 1350 a fost terminată construcția bisericii. În acea vreme, în Rotbav trăiau aproximativ 70 de familii de sași.

## Înfățișare
Construită din piatră de râu și de carieră, în prima jumătate a secolului al XIII-lea, biserica nu a avut obișnuitul plan bazilical, ci a fost ridicată ca o biserică-sală, precum cele de la Vulcan, Viscri sau Homorod. Corpul pătrat al bisericii păstrează ca elemente originale doar absida semicirculară și arcul triumfal dinspre sală. Bolta semicilindrică actuală datează din urma transformărilor în stil baroc de la mijlocul secolului al XVIII-lea, când a fost amplasat și altarul. În aceeași perioadă, tavanul sălii a fost acoperit cu stucatură. 
La vest a fost ridicat din calcar un turn de clopotniță. Nivelurile superioare ale clopotniței erau accesibile printr-o scară spiralată adăpostită de un turnuleț aflat pe latura vestică a bisericii. Clopotnița este, de altfel, singura din Țara Bârsei fortificată în această perioadă, datorită proximității zidului de incintă.
Inițial, parterul era deschis printr-un portic boltit în cruce pe nervuri cu profil cistercian, iar intrarea în biserică se făcea pe sub un portal cu arc frânt. În secolul al XV-lea, când turnul a fost fortificat, porticul s-a zidit și intrarea în biserică a fost blocată. Nivelul al II-lea a fost prevăzut cu nișe semicirculare pentru tragere. Catul al patrulea are atât ferestre, cât și metereze, iar cel următor are amenajate guri de aruncare ieșite în consolă.
Acoperișul piramidal se încheie cu o lanternă și un turnuleț al cărui bulb auriu a fost plasat aici după dărâmarea din 1857 a Turnului Porții. Biserica a fost fortificată cu un zid de incintă de șase metri înălțime, apărat de un șanț și sprijinit de contraforturi. Zona superioară are metereze în formă de gaură de cheie și mașiculi la care se ajungea pe un drum de strajă. Cămările de provizii căptușeau și aici zidul. 
Turnul de Poartă a fost construit către interior, fațada sa principală fiind aliniată zidului de incintă.
Similar, a fost înălțat turnul de Sud-Est, pe a cărui fațadă era vizibil, în secolul al XIX-lea, anul 1522. În acest secol s-a dărâmat latura de est a zidului pentru construirea casei parohiale.
Interiorul bisericii este simplu, cea mai de valoare piesă considerându-se a fi pictura altarului ce îl înfățișează pe Iisus răstignit pe cruce. În partea stângă se poate întâlni un amvon decorat cu o țesătură verde, iar spre est un balcon masiv de piatră ce găzduiește orga bisericii.

## Turnul bisericii
Treptele care duc către partea superioară a Turnului Principal erau confecționate din lemn de stejar.
Ceasul a fost instalat în turn în anul 1908, odată cu orga din sală, și a fost adus din Germania, cumpărat fiind de comunitatea săsească. Acesta funcționează cu două contragreutăți, are patru axe care corespund celor patru cadrane de pe fiecare parte a turnului și se trage o dată la opt zile. Mecanismul, aflat la o înălțime de 40 de metri, care acționează ceasul este unul simplu cu bătaie la fiecare oră fixă. Bătaia se realizează cu ajutorul unui clopot. De fiecare dată când se împlinește un minut, o elice existentă și încorporată în mecanism, care este pe bază de aer, se învârte. Pendulul orologiului are o greutate de 20 de kilograme.
Orologiul bisericii fortificate din Rotbav era îngrijit pro bono de către un singur om, care se ocupă și de clopote și de biserica în sine. Totodată, Turnul Principal, care avea o înălțime de aproximativ 60 de metri de la nivelul solului, oferea o priveliște frumoasă în vârf, de ansamblu, asupra satului și a împrejurimilor, fie ele muntoase sau deluroase, și mai încolo, către zona Brașovului.
Turnul bisericii din Rotbav s-a prăbușit din motive necunoscute pe 19 februarie 2016, fără a provoca victime, dar distrugând orga bisericii.